# Beta-M

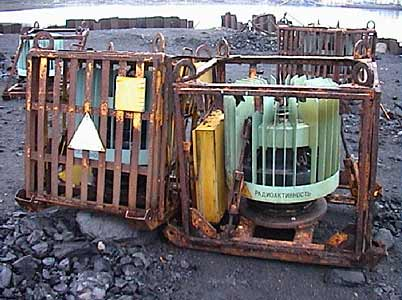
Gedemonteerde en vernielde Beta-M's

De Beta-M is een thermo-elektrische radio-isotopengenerator die werd gebruikt in vuurtorens en bakens in het Sovjettijdperk. De massaproductie van RTG's in de sovjet-unie was de verantwoordelijkheid van de fabriek Baltiyets in de stad Narva in de toenmalige Sovjetrepubliek Estland.

Diagram van de radio-thermonucleaire generator "Beta-M".
Zwart: raamwerk
Blauw: buitenste radiatiebescherming
Geel: warmte-isolatie
Oranje: binnenste radiatiebescherming (wolfraam)
Rood: radioactieve hittebron (strontium-90)
Roze: thermo-elektrisch element

## Ontwerp
De Beta-M bevat een kern die bestaat uit strontium-90, met een halveringstijd van 28,79 jaar. De kern is ook bekend als "radioisotope heat source 90" (RHS-90). In zijn oorspronkelijke staat na fabricage had de generator een continu verwarmingsvermogen van 250 W en produceerde 1480 TBq aan radioactiviteit, wat overeenkomt met ongeveer 280 gram Sr-90. De efficiëntie van de omzetting van energie uit thermische bron (250 watt) naar elektrische energie (10 watt) was met 4% relatief hoog voor een RTG uit het sovjettijdperk, maar laag in vergelijking met grootschalige thermische energieconversieprocessen zoals stoomturbines die soms bijna 50% kunnen bereiken.

## Veiligheidsincidenten
Sommige Beta-M-generatoren hebben te maken gehad met vandalisme toen jutters de eenheden in vuurtorens uit elkaar haalden om metaal te stelen. In december 2001 vond een radiologisch ongeval plaats toen drie inwoners van Lia in Georgië delen van een Beta-M in het bos vonden toen ze brandhout verzamelden. De drie liepen brandwonden op en vertoonden, na een aantal uur in de buurt van radioactieve delen te zijn geweest, ernstige symptomen van stralingsziekte. Na maanden in diverse ziekenhuizen te hebben verbleven, is één van hen alsnog overleden aan de gevolgen van de straling. Het team dat de stralingsbronnen moest ruimen, bestond uit 25 mannen die elk een blootstelling van 40 seconden mochten hebben terwijl ze de gevaarlijke radioactieve onderdelen overbrachten naar loden vaten.